# Ana María Woichejosky
Ana María Woichejosky (26 de junio de 1933, Buenos Aires-7 de noviembre de 1976, Buenos Aires) militante del Peronismo de Base (PB) y del Frente Antiimperialista por el Socialismo (FAS) víctima de la última dictadura cívico militar de Argentina

## Breve reseña
Nació en el barrio porteño de La Paternal y luego con su familia se fue a Villa Lynch donde hizo la primaria como pupila en la escuela de la Parroquia Nuestra Señora del Líbano. Cuando tenía 15 años, tuvo que dejar sus estudios para ir a trabajar como obrera textil. Se afilió a la Asociación Obrera Textil (AOT) y al Partido Justicialista en su Rama Femenina. En 1949 conoció a Osvaldo Tonso, un tallerista mecánico de la zona con quien tuvo dos hijos de nombres Daniel y Darío Patricio. Su hijo Daniel se vio afectado por la epidemia de poliomielitis de 1955, y a partir de ello, Ana María integró activamente como voluntaria diversas asociaciones vinculadas a personas con capacidades diferentes a lo largo de los años `60 y principios de los `70.  Su hijo Darío Patricio, militante estudiantil en la escuela secundaria, dio testimonio sobre la vida de su madre. Desde la desaparición de su madre Darío estuvo vinculado a distintos organismos de derechos humanos.
En 1973 participó en un reclamo del Frente de Lisiados Peronistas (FLP) en contra de las damas de beneficencia y la explotación laboral que llevaban a cabo en talleres protegidos, en el paso bajo nivel de la autovía del túnel del barrio de Belgrano, sobre Avenida del Libertador,  donde cortó el tránsito vehicular y enfrentó a la policía mandada por López Rega a reprimir.
Hizo teatro de títeres para niños de barrios carenciados. En 1973 Ana María se divorció y se fue con su hijo Daniel a una casa-taller ubicada en Avenida San Juan y Pichincha, en el barrio de San Cristóbal, que compartían con otros compañeros. Ya para ese mismo año militaba en el Frente Revolucionario Peronista (FRP), luego Frente Revolucionario 17 de octubre (FR-17), participando “a posteriori”, en tal sentido, en varias reuniones zonales y nacionales del Frente Antiimperialista por el Socialismo (FAS).
En sus últimos años Woichejosky estuvo en pareja con Pedro Celestino Insaurralde, artista y militante del Partido Revolucionario de los Trabajadores (PRT), también desaparecido.

## Secuestro y desaparición
Fue secuestrada y desaparecida a la edad de 43 años, un domingo 7 de noviembre de 1976 en Capital Federal, en la Feria Artesanal de la Plaza San Martín –zona de Retiro- por un grupo de seis personas vestidas de civil y armadas.

## Homenaje
En enero de 2017 se realizó un homenaje en el barrio Piñeyro de Avellaneda, en memoria de los cinco detenidos-desaparecidos asesinados en el lugar.

## Restitución de su cuerpo
A fines de los años ochenta el Equipo Argentino de Antropología Forense (EAAF) halló sus restos en una fosa común del cementerio de Avellaneda en la provincia de Buenos Aires; se comprobó que 20 disparos habían acabado con su vida.